# Concepción (Tucumán)
Pour les articles homonymes, voir Concepción.
Concepción  est une ville de la province de Tucuman en Argentine.
La population était de 49 782 habitants en 2010, ce qui en fait la troisième ville la plus importante de la province.